# Grote Prijs Stad Zottegem 2014
Il Grote Prijs Stad Zottegem 2014, settantanovesima edizione della corsa e valida come evento dell'UCI Europe Tour 2014 categoria 1.1, si svolse il 19 agosto 2014 su un percorso di 189 km. Fu vinta dal belga Edward Theuns che terminò la gara in 4h16'14", alla media di 44,25 km/h.
Al traguardo 132 ciclisti portarono a termine la gara.

## Squadre partecipanti
| N.      | Cod. | Squadra                     |
| ------- | ---- | --------------------------- |
| 1-8     | LTB  | Lotto-Belisol               |
| 11-18   | TSV  | Topsport Vlaanderen-Baloise |
| 21-28   | WGG  | Wanty-Groupe Gobert         |
| 31-38   | SKT  | An Post-Chainreaction       |
| 41-48   | ACT  | Astellas Cycling Team       |
| 51-58   | CIB  | Cibel                       |
| 61-68   | CCB  | Colorcode-Biowanze          |
| 71-78   | RIJ  | Cyclingteam De Rijke-Shanks |
| 81-88   | CJP  | Cyclingteam Jo Piels        |
| 91-98   | JTW  | Josan-ToWin Cycling Team    |
| 101-108 | KOG  | Koga Cycling Team           |
| 111-118 | KWS  | Kwadro-Stannah              |

| N.      | Cod. | Squadra                        |
| ------- | ---- | ------------------------------ |
| 121-128 | LDT  | Leopard Development Team       |
| 131-138 | MET  | Metec-TKH                      |
| 141-148 | RDT  | Rabobank Development Team      |
| 151-158 | STF  | Start-Trigon Cycling Team      |
| 161-168 | PCW  | T.Palm-Pôle Continental Wallon |
| 171-178 | CCD  | Team Differdange-Losch         |
| 181-188 | MMM  | Team 3M                        |
| 191-198 | VGS  | Vastgoedservice-Golden Palace  |
| 201-208 | VER  | Veranclassic-Doltcini          |
| 211-218 | WIL  | Vérandas Willems               |
| 221-228 | WBC  | Wallonie-Bruxelles             |

## Ordine d'arrivo (Top 10)
| Pos. | Corridore          | Squadra       | Tempo    |
| ---- | ------------------ | ------------- | -------- |
| 1    | Edward Theuns      | Topsport      | 4h16'14" |
| 2    | Tim De Troyer      | Wanty-Gobert  | s.t.     |
| 3    | Zico Waeytens      | Topsport      | a 7"     |
| 4    | Tiesj Benoot       | Lotto-Belisol | a 15"    |
| 5    | Jasper De Buyst    | Topsport      | s.t.     |
| 6    | Huub Duyn          | De Rijke      | s.t.     |
| 7    | Jesper Asselman    | Metec-TKH     | s.t.     |
| 8    | Ludwig De Winter   | Colorcode     | s.t.     |
| 9    | Frederik Veuchelen | Wanty-Gobert  | s.t.     |
| 10   | Twan Castelijns    | Koga          | a 19"    |